# 트레인타이트레스주

트레인타이트레스주의 위치

트레인타이트레스주(스페인어: Departamento de Treinta y Tres)는 우루과이 동부에 위치한 주로 주도는 트레인타이트레스이며 면적은 9,529km2, 인구는 48,134명(2011년 기준)이다. 주 이름은 우루과이를 브라질의 지배로부터 해방시킨 33인의 동부인을 기념하기 위해 붙여진 이름이다. 북쪽으로는 세로라르고주, 서쪽으로는 두라스노주와 플로리다주, 남쪽으로는 라바예하주, 로차주와 접하며 동쪽으로는 브라질과 국경을 접한다.

주기
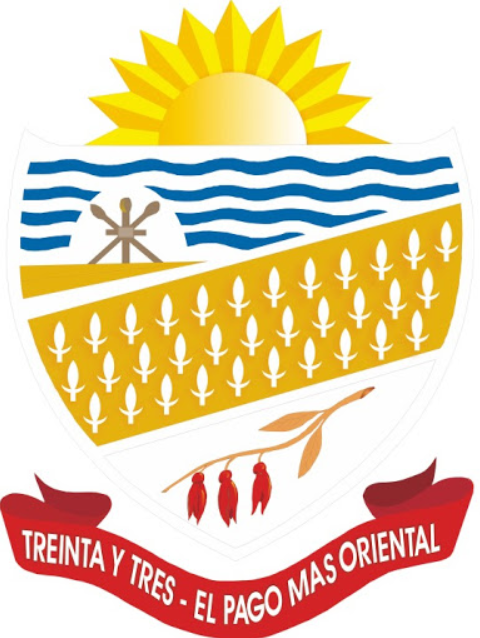
주 문장